# 송학역 (제천)
송학역(松鶴驛)은 충청북도 제천시 송학면에 위치한 태백선의 철도역이었다.
1949년 11월 16일 보통역으로 영업을 시작하였으며, 2013년 11월 14일 태백선의 복선화로 폐역되었다.

## 연혁
- 1949년 11월 15일 : 보통역으로 영업 개시
- 1949년 12월 31일 : 역사 신축
- 1977년 5월 16일 : 여객 및 수소화물 취급 중지
- 1982년 1월 1일 : 여객취급 재개
- 2008년 1월 1일 : 전 여객열차 통과
- 2013년 11월 14일 : 태백선 복선 전철화에 따른 이설로 폐역[1]